# 로타 셸린
샬로타 에바 “로타” 셸린(스웨덴어: Charlotta Eva “Lotta” Schelin, 1984년 2월 27일 ~ )은 스웨덴의 은퇴한 여자 축구 선수로, 선수 시절 포지션은 공격수이다.

## 클럽 경력
2001년 코파르베리/예테보리 FC에 입단하면서 다말스벤스칸 무대에 데뷔했다. 2008년에는 프랑스 디비지옹 1 페미닌 소속 여자 축구 클럽인 올랭피크 리옹으로 이적했다. 올랭피크 리옹에서 뛰는 동안에는 올랭피크 리옹의 디비지옹 1 페미닌 8회 우승, 쿠프 드 프랑스 페미닌 5회 우승, UEFA 여자 챔피언스리그 3회 우승에 공헌했다.
2016년에는 다말스벤스칸 소속 여자 축구 클럽인 FC 로셍오르드로 이적하여 2년 동안 활동했다. 2018년 8월 30일에 부상의 여파로 인한 만성적인 두통, 목 통증으로 인해 끝으로 선수 생활에서 은퇴하게 된다.

## 국가대표 경력
2004년 3월 16일에 열린 프랑스와의 알가르브컵 경기에 처음 출전하면서 스웨덴 여자 축구 국가대표팀 선수로 데뷔했으며 2006년 알가르브컵에서는 스웨덴이 3위를 차지하는 데에 기여했다. 4차례의 UEFA 유럽 여자 축구 선수권 대회(2005년, 2009년, 2013년, 2017년)와 3차례의 FIFA 여자 월드컵(2007년, 2011년, 2015년), 4차례의 하계 올림픽(2004년 아테네, 2008년 베이징, 2012년 런던, 2016년 리우데자네이루)에 참가했다.
독일에서 개최된 2011년 FIFA 여자 월드컵에서는 오스트레일리아와의 8강전 경기에서 1골, 프랑스와의 3·4위전 경기에서 1골을 기록하면서 스웨덴이 3위를 차지하는 데에 기여했고 대회 올스타 팀에 선정되는 영예를 안았다. 스웨덴에서 개최된 UEFA 여자 유로 2013에서는 5골을 기록하면서 스웨덴의 준결승전 진출에 기여했고 대회 득점왕과 베스트 일레븐에 오르는 영예를 안았다. 2016년 리우데자네이루 하계 올림픽에서는 은메달을 획득했다.

## 사생활
로타 셸린은 2018년 8월에 진행된 언론 인터뷰를 통해 레즈비언임을 공개적으로 표명했다. 2018년에는 자신의 여자 동료인 레베카(Rebecca)와 결혼했다.

## 수상

### 클럽
- 디비지옹 1 페미닌 8회 우승 (2008-09, 2009-10, 2010-11, 2011-12, 2012-13, 2013-14, 2014-15, 2015-16)
- 쿠프 드 프랑스 페미닌 5회 우승 (2011-12, 2012-13, 2013-14, 2014-15, 2015-16)
- UEFA 여자 챔피언스리그 3회 우승 (2010-11, 2011-12, 2015-16)

### 국가대표
- 2011년 FIFA 여자 월드컵 3위
- UEFA 여자 유로 2013 4강
- 2016년 리우데자네이루 하계 올림픽 여자 축구 은메달

### 개인
- 2004년 스웨덴 올해의 약진하는 축구 선수상 수상
- 디아만트볼렌(Diamantbollen, 스웨덴 올해의 여자 축구 선수) 5회 수상 (2006년, 2011년, 2012년, 2013년, 2014년)
- 2013년 프랑스 국가 프로 축구 선수 연합(UNFP) 선정 올해의 여자 축구 선수 수상
- UEFA 여자 유로 2013 최다 득점자 수상
- UEFA 여자 유로 2013 베스트 일레븐 선정
- 다말스벤스칸(Damallsvenskan) 최다 득점자 2회 수상 (2006년, 2007년)
- 디비지옹 1 페미닌(Division 1 Féminine) 최다 득점자 2회 수상 (2013년, 2015년)